# Free Derry

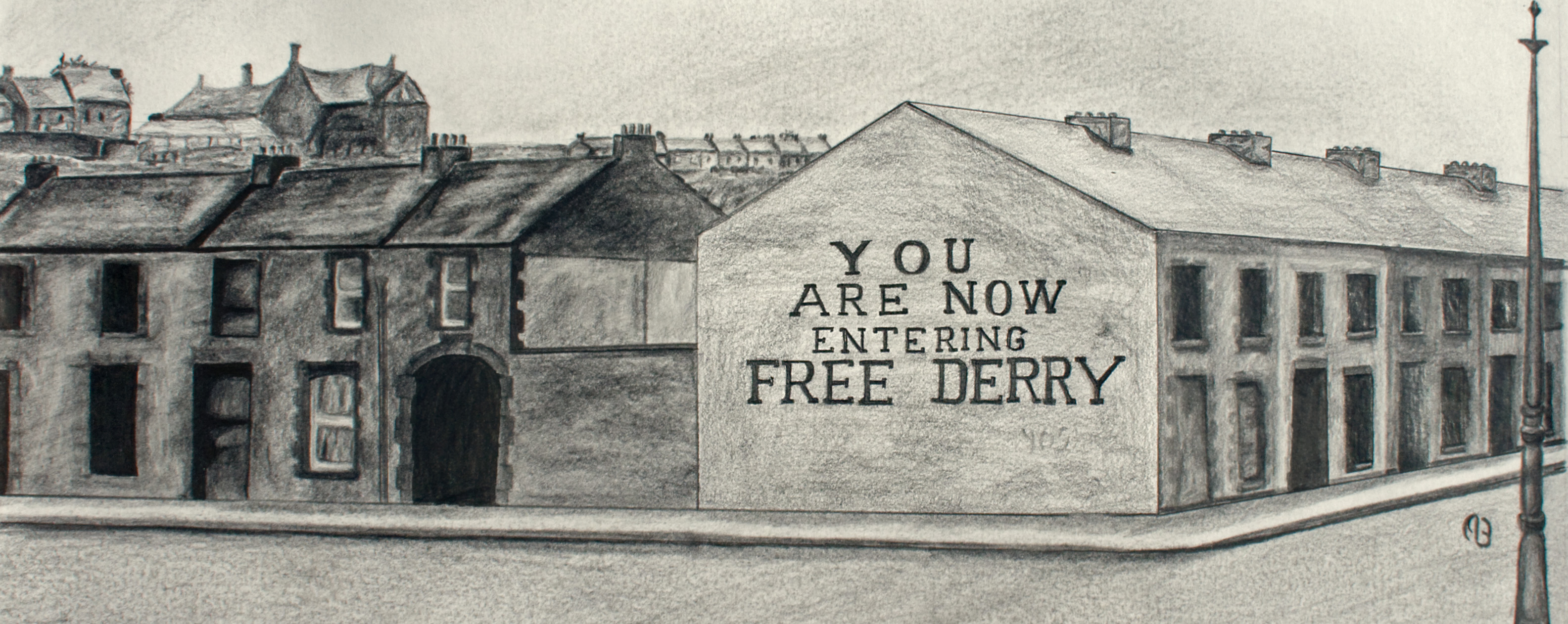
La esquina de Free Derry, entre las calles Lecky y Fahan, en el barrio del Bogside. Fue pintada por primera vez en enero de 1969 por John «Caker» Casey.

Derry Libre (en inglés: Free Derry; en irlandés: SaorDhoire), en Derry (Irlanda del Norte), fue un área nacionalista irlandesa autoproclamada autónoma en Derry (Irlanda del Norte) entre 1969 y 1972, en el contexto del conflicto de Irlanda del Norte. Su extensión comprendía, de modo irregular, la de dos barrios católicos de las afueras de la ciudad, Bogside y Creggan. Los incidentes allí sucedidos durante esta época constituyeron uno de los primeros y principales focos de conflicto de los denominados Troubles, el enfrentamiento armado entre unionistas y republicanos por el estatus político del Úlster.
La denominación proviene de su condición de área «cerrada» (no-go area) a las fuerzas del orden británicas: la Royal Ulster Constabulary (RUC), la Policía Especial del Úlster (B Specials), y posteriormente el propio Ejército Británico. Durante todo el período, de modo intermitente, el área careció de otra autoridad que no fuesen los propios residentes, organizados en patrullas, y en lucha contra la policía y el Ejército que pretendían tomar la zona. Tanto el IRA Oficial como el IRA Provisional se mostraron activos en Free Derry. La zona fue cortada al avance de la policía por primera vez el 5 de enero de 1969, tras los disturbios que siguieron a una manifestación por los derechos civiles.
Además de una continua tensión y enfrentamientos a pequeña escala, durante el período se desataron varios episodios de extrema gravedad. El primero fue la denominada batalla del Bogside (12-14 de agosto de 1969), una auténtica batalla campal entre los vecinos y la policía. El 14 de agosto, para intentar acabar con los disturbios, se desplegaron por primera vez unidades del Ejército Británico en los límites del Bogside. La Asociación de Defensa de los Ciudadanos de Derry (DCDA), organización clave en las protestas, declaró su intención de mantener el control del área hasta que sus demandas fueran satisfechas. El Ejército no intentó entrar en el área, continuando estable la situación hasta octubre de 1969, cuando la policía militar fue autorizada a entrar tras la publicación del Informe Hunt, que recogía algunas demandas de la DCDA.
En julio de 1971 la tensión volvió a alcanzar un punto peligroso tras la muerte de dos jóvenes a disparos de tropas británicas. El 9 de agosto, en respuesta al intento gubernamental de establecer el internamiento (prisión sin juicio) para los sospechosos de pertenecer al IRA, se volvieron a levantar barricadas en el Bogside y en Creggan. En esta ocasión Derry Libre ya era defendida, en gran parte, por miembros armados de las dos facciones escindidas del IRA, el Oficial y el Provisional. Como en la ocasión anterior, "auxiliares" desarmados mantenían las barricadas.
El peor incidente de los disturbios tuvo lugar el Domingo Sangriento de 1972: trece personas murieron en el Bogside a disparos de las tropas británicas, tras una marcha a favor de los derechos civiles. El apoyo que ello generó hacia el IRA comenzaría a menguar posteriormente, tras el asesinato de un joven de Derry alistado en el Ejército Británico. Tras romperse las conversaciones iniciadas con el gobierno británico tras un alto el fuego del IRA Provisional, los ingleses tomaron la decisión de dirigirse contra las áreas no-go. Free Derry cayó el 31 de julio de 1972, cuando miles de soldados tomaron el área con el apoyo de carros de combate, en la llamada Operación Motorman.
El nombre Free Derry se tomó de la pintada (que aún sobrevive, convertida en un monumento del nacionalismo irlandés) en un muro en la esquina de las calles Lecky y Fahan.

## Antecedentes

### Discriminación de los católicos: elgerrymandering

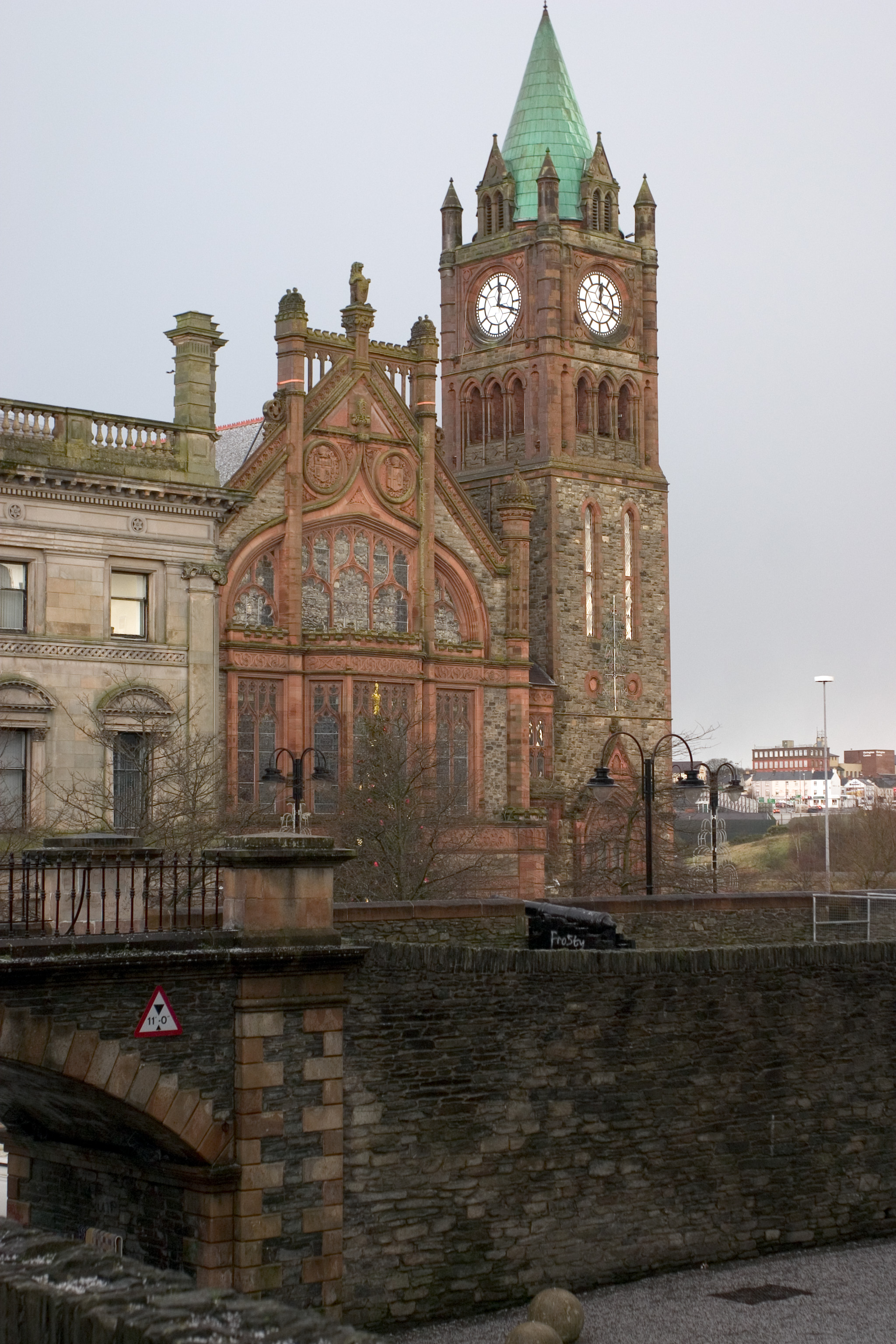
El Guildhall, lugar de reunión de la Corporación de Derry, visto desde las murallas.

Derry City (Londonderry) se encuentra en la frontera entre Irlanda del Norte y la República de Irlanda. Hasta la década de 1960 el consejo local (Corporación de Londonderry) era dominado por el Partido Unionista del Úlster, representante de los unionistas, que mantenían su mayoría a través de una serie de medidas relacionadas con el sistema electoral. En primer lugar, con la manipulación de los límites de las circunscripciones (la llamada gerrymandering) de manera que el mayoritariamente nacionalista distrito Sur solo enviaba ocho concejales a la corporación, mientras que los más pequeños Norte y Waterside, de mayoría unionista, enviaban doce concejales entre ambos. En segundo lugar, a través de un sistema de sufragio censitario, concediendo el derecho al voto en las elecciones locales únicamente a quienes pagaban impuestos. De esa manera, un mayor número de católicos nacionalistas, que no tenían casas en propiedad, se veían privados de dicho derecho. Por último, se evitaba que los católicos accediesen al reparto de casas de protección oficial fuera del distrito Sur, con objeto de mantener el statu quo electoral en los otros dos distritos. El resultado era que alrededor de dos mil familias nacionalistas se encontraban en lista de espera para el acceso a esas viviendas, cuando prácticamente no había ninguna unionista; además, las viviendas en zona nacionalista eran más pequeñas y se encontraban en mal estado.
El Distrito del Sur comprende el Bogside, Brandywell, Creggan, Bishop St. y Foyle Road, y sería esta zona (de un modo irregular) la que se convertiría en el Derry Libre entre 1969 y 1972.

### Primeras protestas: creación del DCAC
El Comité de Acción de la Vivienda (DHAC, en sus siglas en inglés, también conocido como Derry Houses) se formó en marzo de 1968 por miembros de la rama de Derry del Partido Laborista de Irlanda del Norte y del Club Republicano James Connolly, incluyendo a Eamonn McCann y Eamon Melaugh, con el objetivo de conseguir unas mejores condiciones de vida para la población católica. Una de sus primeras acciones fue la interrupción de una reunión de la Corporación de Londonderry en marzo. En mayo cortaron varias veces el tráfico, una de ellas mediante la colocación de una caravana en la que vivía una familia de cuatro personas en medio de la carretera en Lecky Road, en el Bogside; y otra con una sentada de protesta en la apertura del segundo piso del puente de Craigavon. Tras la interrupción de nuevo, esta vez en agosto, de la reunión de la Corporación, el DHAC se puso en contacto con la Asociación por los derechos civiles de Irlanda del Norte, (NICRA, en sus siglas en inglés) invitándoles a celebrar una marcha en Derry.
La fecha elegida fue el 5 de octubre de 1968, creándose un comité ad hoc para la misma (aunque en realidad la mayor parte de la organización la realizaron McCann y Melaugh) y se decidió llevar la manifestación dentro de las murallas de la ciudad, donde tradicionalmente no se había permitido marchar a los nacionalistas. El ministro del Interior, William Craig, transmitió la orden de prohibición de la marcha el 3 de octubre, argumentando que ese mismo día tenían la intención de celebrar otra los Aprendices de Derry (Apprentice Boys), una fraternidad protestante. Cuando durante la marcha los manifestantes trataron de desafiar la prohibición, fueron detenidos por un cordón policial de la RUC, que bloqueó Duke St. con coches de policía. La policía utilizó sus porras, golpeando a los manifestantes, entre ellos el líder de la oposición en el Parlamento de Stormont Eddie McAteer y el diputado republicano laborista por Belfast Oeste en Westminster, Gerry Fitt. También se utilizaron cañones de agua. La acción policial causó indignación en la zona nacionalista de Derry, continuando los disturbios unos días. El 9 de octubre se creaba el Comité de Acción de los Ciudadanos de Derry (Derry Citizens' Action Committee, DCAC), con John Hume como presidente e Ivan Cooper como vicepresidente. Como consecuencia de los incidentes y en señal de protesta, el 11 de octubre el Partido Nacionalista abandonaba el Parlamento de Stormont.
El 11 de diciembre el primer ministro de Irlanda del Norte, Terence O'Neill, provocó la dimisión del ministro del Interior Craig, que se oponía a cualquier concesión a los católicos y era apoyado por el reverendo Ian Paisley, mentor político de los lealistas más radicales (los llamados paisleystas).

## La marcha desde Belfast y el primer Free Derry

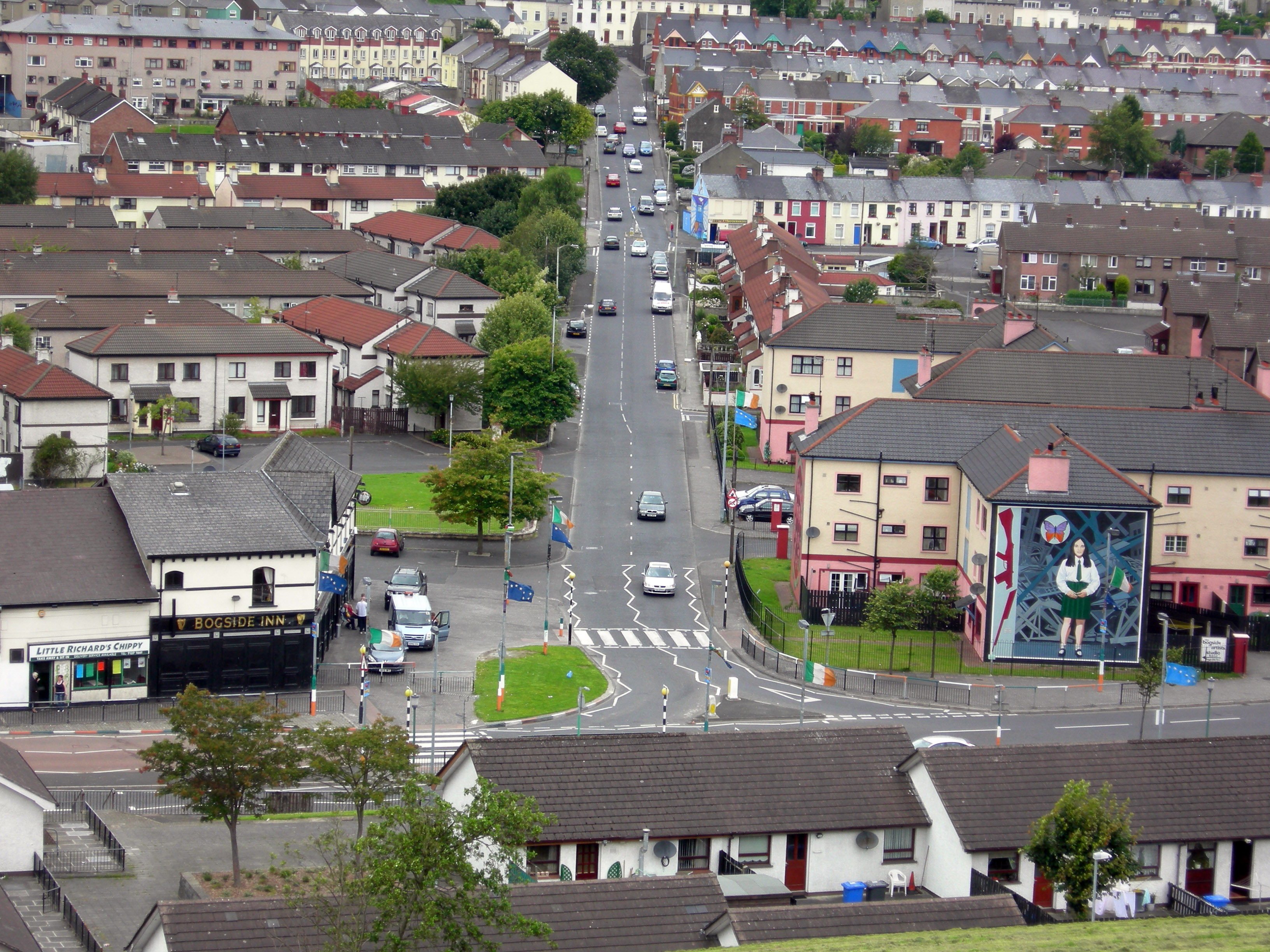
Westland Street, en el Bogside. La sede central de la Asociación de Defensa de los Ciudadanos de Derry se encontraba en el número 10.

Otro grupo formado como resultado de los acontecimientos del 5 de octubre fue el denominado Democracia Popular, partido político de base estudiantil fundado por un grupo de alumnos de la Universidad Queen’s de Belfast. Una de sus primeras acciones fue la organización de una marcha desde Belfast hasta Derry, en apoyo de los derechos civiles, que se inició con alrededor de cien jóvenes el 1 de enero de 1969. La marcha se encontró con la violenta oposición de contramanifestaciones unionistas en varios puntos, como Maghera o Antrim. El 4 de enero, en el puente de Burntollet (a cinco millas de Derry) fueron atacados por unas doscientas personas, algunas de las cuales blandían palos y lanzaban piedras. Numerosos atacantes fueron posteriormente identificados, a partir de fotografías de prensa, como miembros de los B Specials. Ochenta oficiales de policía protegían la marcha pero, según los manifestantes, hicieron poco por evitar los ataques. Docenas de manifestantes fueron llevados al hospital; el resto siguió hacia Derry. Para aquel entonces, de los cien estudiantes iniciales se había pasado a una muchedumbre de unas tres mil personas, que desembocaron en la plaza Guildhall, donde chocaron con los protestantes del reverendo Paisley, que se encontraba dentro del Ayuntamiento arengando a sus partidarios. El saldo fue de 163 heridos, diez de ellos policías.
La policía intervino rechazando a los manifestantes hasta el Bogside, pero no los siguió dentro. A las dos de la mañana del día siguiente, el 5 de enero, miembros de la RUC cargaron sobre Saint Columb's Wells y Lecky Rd., en el Bogside, rompiendo ventanas y golpeando a los residentes.
Esa tarde, más de mil quinientos residentes del Bogside construyeron barricadas, armándose con barras de acero, madera y palos de hurling, diciéndole a la policía que no se permitiría su entrada en la zona, haciendo nacer de ese modo el primer Free Derry. El presidente del DCAC, John Hume, manifestó en una reunión que defenderían la zona y nadie entraría en ella. Patrullas de hombres portando brazaletes recorrían las calles por turnos. John «Caker» Casey, un activista local, realizó la pintada «Está usted entrando en Derry Libre» en la pared de una casa en la esquina de Lecky Rd. y Fahan St. Aquel lugar, que ya era un sitio habitual de reunión, más tarde empezó a ser conocido como Free Derry Corner (la «Esquina del Derry Libre»).
El 7 de enero, las barricadas en la zona se ampliaron para incluir Creggan, zona situada en una colina con vistas al Bogside. Una estación de radio pirata (Radio Free Derry) comenzó a emitir, llamando a la resistencia. La delincuencia común se combatía a través de un cuerpo de voluntarios autodenominado Free Derry Police (Policía del Derry Libre). Aun así, a raíz de algunos actos de violencia y destrucción a finales de la semana, algunos miembros del DCAC, incluido Ivan Cooper, se dirigieron a los residentes el viernes 10 y les instaron a desmantelar las barricadas, que fueron tomadas la mañana del día siguiente. Unos días después el propio Cooper y otros setenta y cuatro representantes del movimiento por los derechos civiles le entregaban una carta de protesta al primer ministro británico Harold Wilson.

## Abril de 1969
Durante los tres meses siguientes se registraron enfrentamientos, llegando a su punto álgido el 19 de abril, tras la prohibición de una marcha prevista entre el puente de Burntollet hasta el centro de la ciudad. La protesta en el centro de la ciudad dio lugar a enfrentamientos con los paisleystas, contrarios a cualquier aspiración de los nacionalistas irlandeses. La policía trató de rechazar a los manifestantes hacia el Bogside, pero finalmente tuvo que refugiarse en sus propios cuarteles. A los choques siguió el inicio de la construcción de barricadas, bajo la supervisión de Bernadette Devlin, proveniente de Democracia Popular y recién elegida diputada de la Cámara de los Comunes representando al Úlster. A medianoche, cuatrocientos miembros de la RUC, con uniforme antidisturbios y escudos ocuparon el Bogside, patrullando la zona hasta el amanecer. En toda la jornada se contabilizaron 181 policías heridos y 79 civiles.
Al día siguiente, varios miles de residentes, liderados por el DCAC, se retiraron hasta Creggan, dando un ultimátum a la RUC: la retirada en las dos horas siguientes o la expulsión. Cuando faltaban quince minutos para el plazo establecido, la policía abandonó la zona. Las barricadas no se mantuvieron en pie esta vez, y no se impidieron las posteriores patrullas de rutina.
Los incidentes continuaron, siendo especialmente graves los que sucedieron al desfile conmemorativo de la batalla del Boyne, el 12 de julio. El 17 de julio murió Samuel Devenny, que había estado internado desde el 19 de abril debido a la paliza recibida por él y su familia a manos de miembros de la policía que irrumpieron en su casa persiguiendo a los manifestantes; miles de personas asistieron a su funeral.

## Desde agosto hasta octubre de 1969: segundo Free Derry

### Antes del desfile

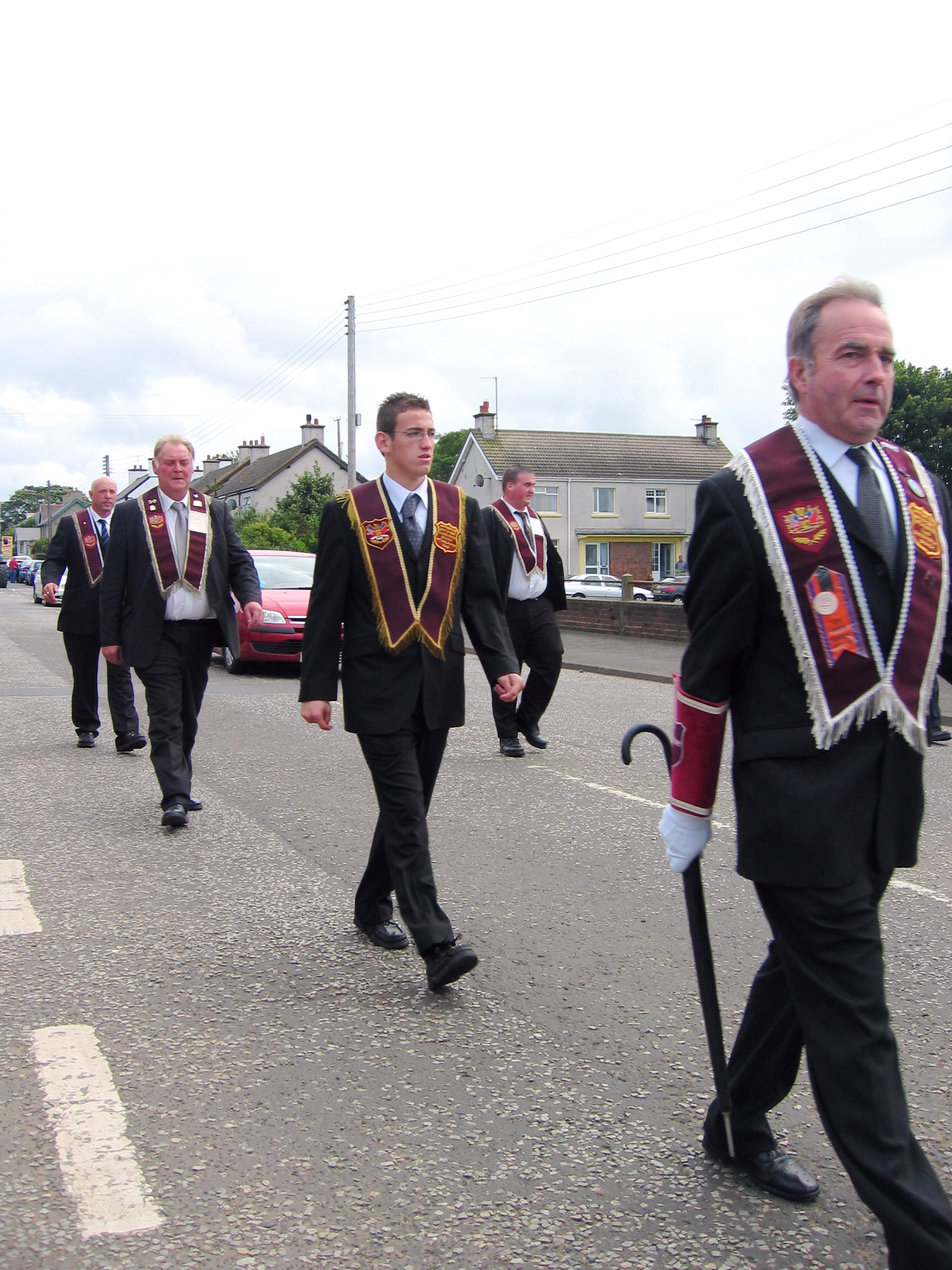
Miembros de los Aprendices de Derry, en un desfile en Bushmills

El Desfile de los Aprendices es una celebración anual de los unionistas protestantes en conmemoración del levantamiento del Sitio de Derry en 1689, que habría comenzado cuando trece jóvenes aprendices (apprentices) le cerraron las puertas de la ciudad al ejército del católico rey Jacobo. Se celebra cada año el segundo sábado de agosto, que en 1969 era el día 12 del mes; en él participantes de toda Irlanda del Norte y Gran Bretaña marchan a lo largo de las murallas de Derry sobre el Bogside. En ocasiones dichos participantes se habían mostrado hostiles con los habitantes católicos de la ciudad. La tensión se encontraba en un punto álgido tras meses de enfrentamientos; aun así, el jefe de los Aprendices declaró que el desfile se llevaría a cabo «contra viento y marea».
La Asociación de Defensa de los Ciudadanos de Derry (DCDA) se había formado el 30 de julio, según ellos mismos para tratar de preservar la paz durante el desfile, y para defender el Bogside y Creggan en caso de un ataque por los manifestantes. El presidente era Sean Keenan, veterano del IRA. El 8 de agosto, sobre la esquina del Derry Libre, ondeaba la bandera tricolor irlandesa. Se formaron comités callejeros bajo el mando de la DCDA, iniciándose la construcción de barricadas en la noche del 11 de agosto.

### La batalla del Bogside
Al día siguiente, al paso del desfile por Waterloo Place, en los límites del Bogside, comenzaron las hostilidades. Tras dos horas de enfrentamientos, la policía cargó por William St., siendo seguida por los unionistas radicales. Se encontraron con una lluvia de piedras y cócteles Molotov, iniciándose la batalla del Bogside.

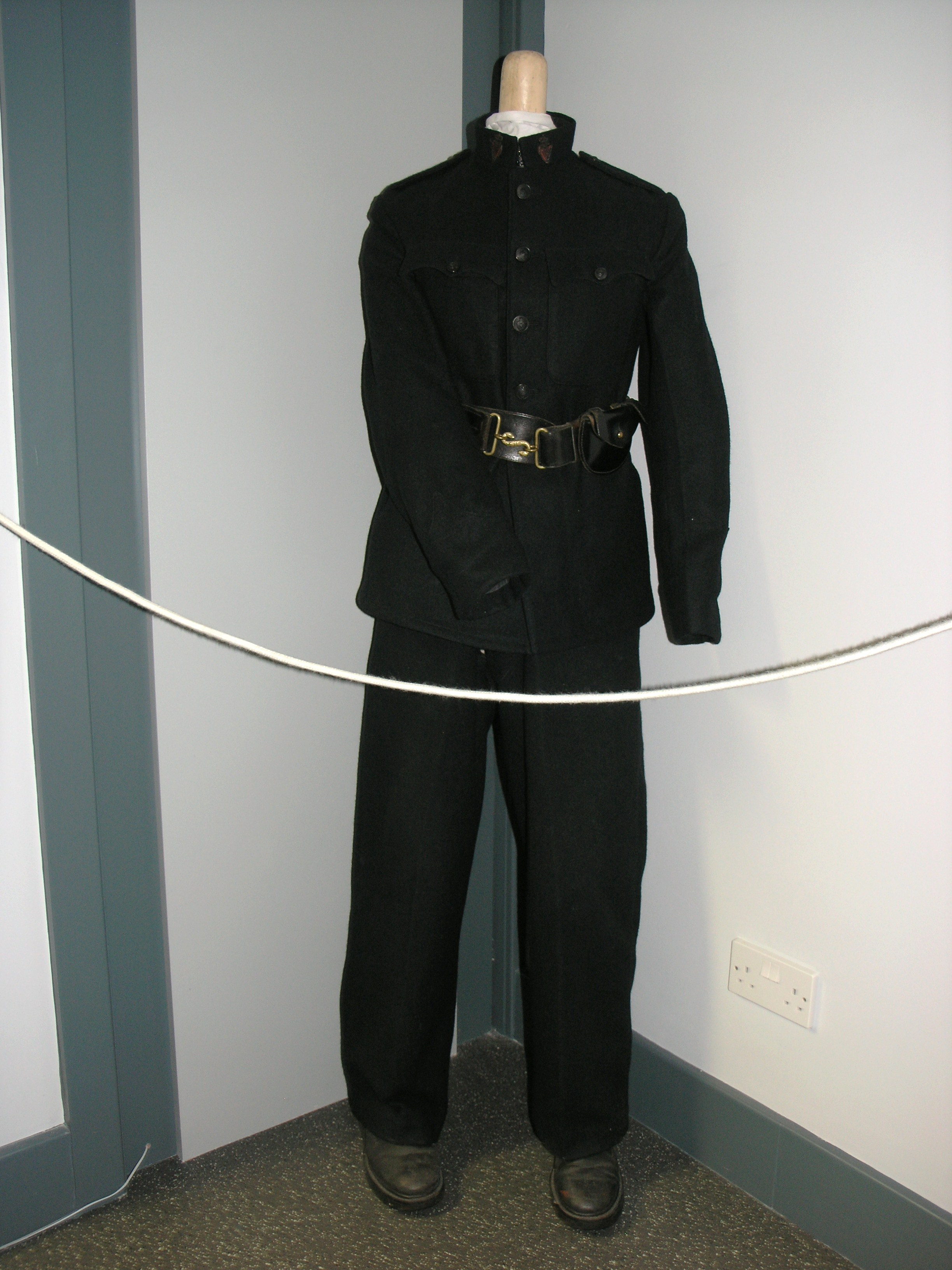
Uniforme de la Policía Especial del Úlster (B Specials)

A última hora de la tarde, después de haber sido rechazados en repetidas ocasiones, la policía comenzó a disparar botes de gas lacrimógeno a la multitud, mientras desde el tejado de un bloque de viviendas en la calle Rossville se arrojaban bombas de gasolina contra la policía. Se utilizaron walkies-talkies para mantener el contacto entre diferentes lugares de la batalla, la sede de la DCDA y la casa del vicepresidente de la misma, Paddy Doherty, en la calle Westland; los nacionalistas instalaron también hospitales de campaña para primeros auxilios, que contaban con médicos, enfermeras y voluntarios. Las mujeres y niñas fabricaban bombas de petróleo con botellas de leche para el suministro a los que estaban en primera línea, y Radio Free Derry entrevistaba en directo a los combatientes y sus familias. Solo en la primera jornada se contabilizaron más de trescientos heridos.
Especialmente polémica resultó la intervención del primer ministro de la República de Irlanda, Jack Lynch, solicitando que fuerzas de la ONU acudiesen a pacificar el territorio y comunicando que había dado orden a los servicios sanitarios del Ejército irlandés de situarse en torno al territorio del Úlster para atender a las víctimas de la represión policial. Comprensiblemente, esto desató los rumores de una intervención de los «hermanos del Sur» en favor de los católicos del Norte.
Al tercer día de los combates, 14 de agosto, el Gobierno de Irlanda del Norte movilizó a la Policía Especial del Úlster (B Specials), la fuerza más odiada por los nacionalistas, a la que identificaban con los propios activistas radicales protestantes. Antes de que entraran en combate, sin embargo, se desplegaron tropas del Ejército Británico en la escena, llevando fusiles automáticos y subametralladoras. La RUC y los Especiales se retiraron, y las tropas tomaron posiciones fuera de la zona de barricadas. La intervención del Ejército Británico, en un principio, fue vista con alivio e incluso con júbilo tanto por unionistas como por republicanos.

### La mediación de Callaghan y la entrada del Ejército
Una delegación que incluía a Bernadette Devlin y a Eamon McCann se reunió con altos oficiales del Ejército, comunicándoles que los habitantes de la zona se opondrían a su entrada en la Derry Libre si antes no se cumplían determinadas demandas, incluyendo el desarme de la RUC, la disolución de la Policía Especial del Úlster y la abolición de Stormont (el Parlamento y el Gobierno de Irlanda del Norte). Los oficiales estuvieron de acuerdo en que ni las tropas ni la policía entraran en los distritos del Bogside y Creggan. Se formó un «cuerpo de paz» para mantener la ley y el orden.
Cuando, el 28 de agosto, el entonces ministro del Interior británico James (Jim) Callaghan visitó Irlanda del Norte y anunció su intención de visitar el Bogside, los habitantes de Derry Libre comunicaron que no se permitiría la entrada de policía o soldados con él, a lo que Callaghan accedió. En septiembre algunas barricadas fueron sustituidas por una línea blanca pintada en la carretera. La delincuencia común seguía manteniéndose a raya a través de cuerpos de voluntarios organizados por la DCDA para patrullar las calles y atender las barricadas.

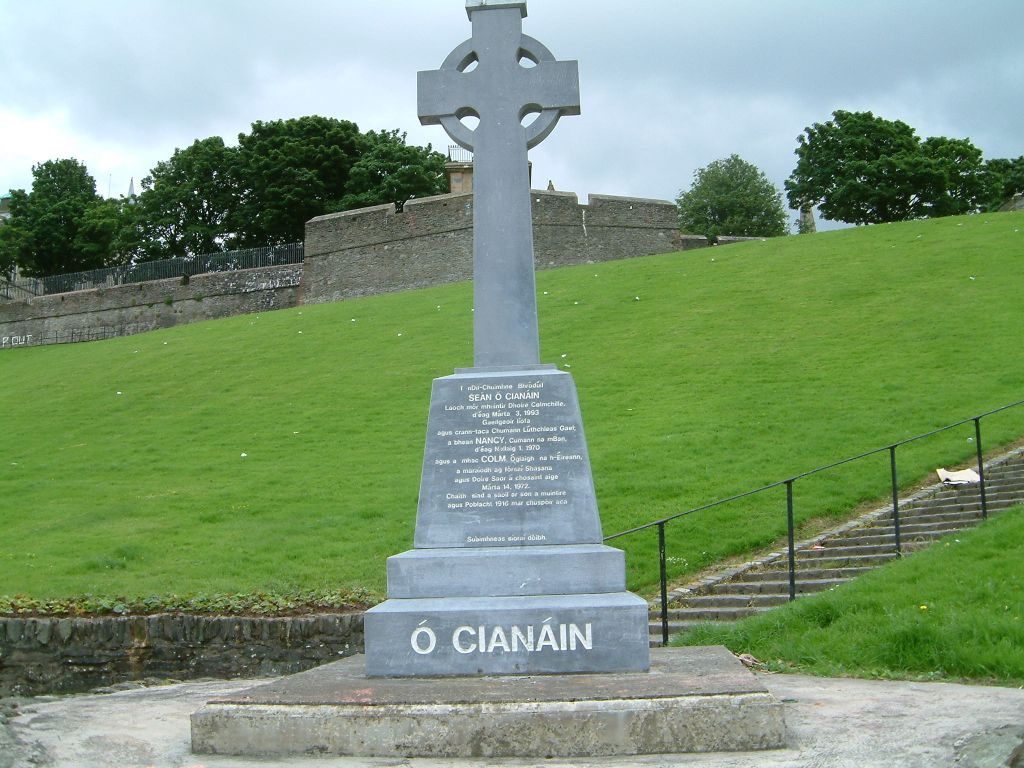
Monumento a Sean Keenan, líder de las protestas en el Derry Libre, Derry

El Informe Hunt sobre el futuro de la policía en Irlanda del Norte se presentó al gobierno de Stormont a principios de octubre. El ministro Callaghan mantuvo conversaciones con el gobierno en Belfast el 10 de octubre, tras lo cual las conclusiones del citado informe fueron aceptadas y se hicieron públicas. Incluían la recomendación de que la RUC debería patrullar «de modo habitual» sin armas, y que la Policía Especial del Úlster debería ser eliminada y sustituida por una nueva fuerza. Se nombró un nuevo oficial en jefe del RUC, Arthur Young, que viajó a Belfast con Callaghan. La visita al barrio se produjo finalmente el 11 de octubre, y la realizaron acompañados por miembros de la DCDA y por una multitud que les siguió por Rossville Rd. hasta Lecky Rd., donde Callaghan se dirigió a los asistentes desde las escaleras de una casa. En preparación de la visita, el muro donde se encontraba la pintada Free Derry fue pintado de color blanco y el «Está usted entrando en Derry Libre» se repintó de modo profesional en letras negras (en la pintada original las letras eran blancas). Ese mismo día, Sean Keenan anunció que la DCDA se disolvería. Al día siguiente de la visita de Callaghan y Young, 12 de octubre, las primeras fuerzas de la policía militar entraron en el Bogside, a pie y desarmados.

## El resurgimiento del IRA

### La escisión: IRA Oficial e IRA Provisional
El Ejército Republicano Irlandés (IRA) había estado prácticamente inactivo desde el final de la fracasada Campaña de la Frontera (ataques desde suelo irlandés contra puestos fronterizos de la policía norirlandesa), suspendida oficialmente en 1962. Se encontraba en una situación de debilidad, tanto en el aspecto material como de militancia, y su líder por aquel entonces, Cathal Goulding, le confesó a Sean Keenan que no podía defender el Bogside, por no tener los hombres ni las armas para ello; el IRA apenas tuvo protagonismo en los choques entre unionistas y nacionalistas en 1969. En esta actitud pesaba la deriva izquierdista que había ido tomando la dirección de la organización terrorista durante la década de 1960, próxima al ideario comunista, centrando su atención en la lucha de clases y la eventual unión de los obreros nacionalistas y unionistas con el fin de derrocar el capitalismo, tanto de Gran Bretaña como de Irlanda.

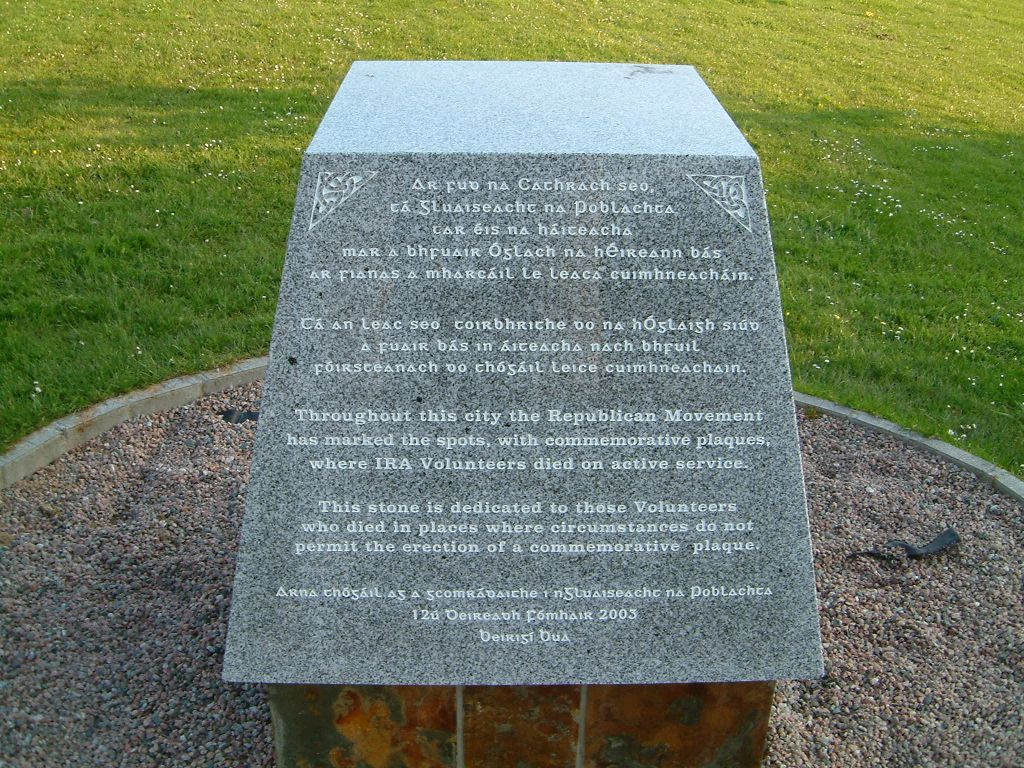
Placa en recuerdo de los «Voluntarios del IRA muertos en acto de servicio», Derry

No obstante, se fueron formando clubes republicanos (considerados la rama política del IRA Oficial) por todo Irlanda del Norte, donde el Sinn Féin estaba prohibido. Estos fueron los clubes que participarían posteriormente en la formación del Asociación por los derechos civiles de Irlanda del Norte (NICRA) en 1967. En Derry, el Club Republicano James Connolly trabajaba en estrecha colaboración con los radicales del Partido Laborista, junto con el que creó el Comité de Acción de la Vivienda y el Comité de Acción de los Desempleados de Derry.
Los acontecimientos de agosto de 1969, en Derry y más concretamente en Belfast, donde el IRA no pudo evitar la pérdida de vidas ni proteger a las familias del incendio de sus casas, enconaron la división ya existente en el seno del movimiento entre los radicales y la tradicionalistas. Asimismo, la continuación o no de la política abstencionista del Sinn Féinn, según la cual el partido no concurría a las elecciones en Londres, Dublín o Belfast, fue otro punto de los que acabaron provocando la escisión, que se hizo pública el 11 de enero de 1970 entre el IRA Oficial y el IRA Provisional (abstencionista). En Derry había mucha menos hostilidad entre las dos organizaciones, y los propietarios de casas habitualmente pagaban la «suscripción» de ambas. Cuando algunos de los manifestantes de la Pascua de 1970 fueron detenidos, «oficiales» y «provisionales» montaron piquetes juntos en los subsiguientes juicios. Incluso posteriormente llegarían a protagonizar ataques armados de forma conjunta.

### La situación en Derry

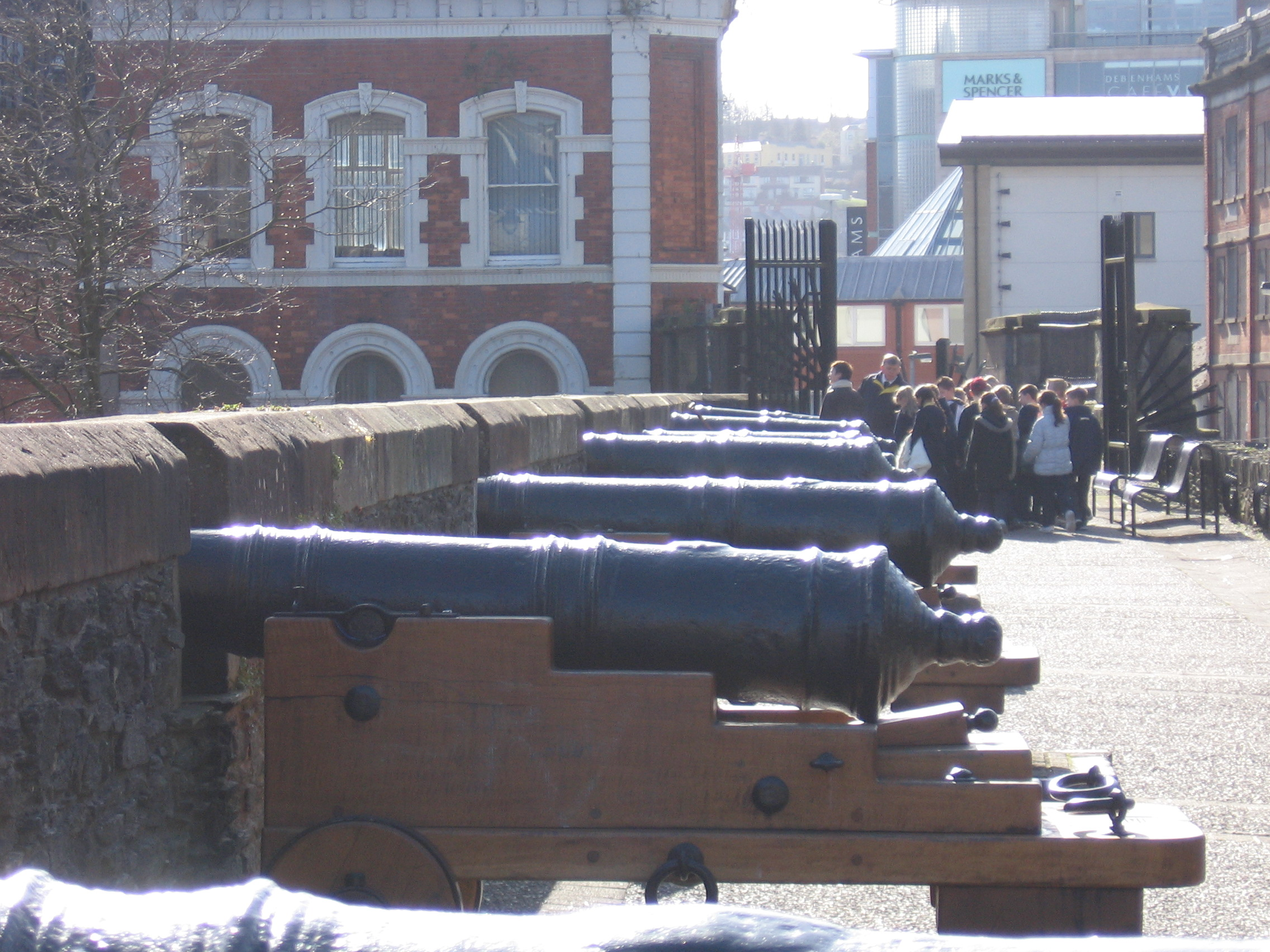
Cañones sobre las murallas de Derry

Las relaciones entre el Ejército Británico y los residentes se habían ido deteriorando de manera constante desde la primera aparición de las tropas en agosto de 1969. En septiembre, tras choques entre multitudes nacionalistas y unionistas que condujeron a la muerte de un protestante, William King, el Ejército levantó un denominado anillo de paz para encerrar a la población nacionalista en un área que previamente habían controlado. Varias carreteras del centro de la ciudad fueron cerradas por la noche, impidiéndose el paso por otras. A pesar de que algunos nacionalistas moderados aceptaron estas medidas como necesarias, la oposición creció, especialmente entre los jóvenes, y se hicieron más frecuentes los enfrentamientos con los soldados.
En los disturbios tras el desfile republicano de Pascua de 1970, el Ejército utilizó por primera vez la táctica de los escuadrones de secuestro, que entraban en el Bogside armados de porras para practicar detenciones. Dicha táctica se convirtió progresivamente en habitual en las operaciones de detención del Ejército. Los manifestantes eran considerados por los nacionalistas moderados como gamberros, y veían las revueltas como intentos de obstaculizar la resolución de la situación. Los radicales del Partido Laborista y los republicanos del IRA Oficial, que todavía trabajaban juntos, trataron de evitar que los jóvenes continuaran con los disturbios creando organizaciones de tinte socialista para ellos, pero fue en vano. Los provisionales, mientras tanto, aunque veían con desaprobación los disturbios, los consideraban como la consecuencia inevitable de la «ocupación» británica de Irlanda. Esta filosofía era más atractiva para los manifestantes, y algunos de ellos se sumaron al IRA Provisional. Sin embargo, hasta julio de 1971, el IRA Provisional aún disponía de pocos miembros.

### La mecha
El 8 de julio de 1971 dos hombres, Séamas Cusack y Desmond Beattie, murieron tiroteados en dos incidentes separados. Fueron las primeras víctimas del Ejército Británico en Derry. En ambos casos, el Ejército afirmó que los hombres estaban atacando con armas de fuego o bombas, mientras testigos oculares insistían en que ambos iban desarmados. El recién formado Partido Socialdemócrata y Laborista (SDLP), del que John Hume e Ivan Cooper eran los principales miembros, se retiró del Parlamento de Stormont el día 15 como protesta. Entre los residentes de Derry fue estableciéndose la opinión de que las políticas «moderadas» habían fracasado. El resultado fue una oleada de apoyo para el Ejército Republicano Irlandés. El IRA Provisional celebró una reunión el domingo siguiente en la que llamaron a la población a «unirse al IRA»; tras ella, la gente hacía cola para «alistarse». Inmediatamente se produjeron disturbios a gran escala. El puesto del Ejército en Bligh's Lane fue sometido a un ataque sostenido, y las tropas que se encontraban allí y alrededor de la ciudad recibieron fuego del IRA.

## Internamientoy el tercer Derry Libre

### Zonano-go
El empeoramiento de la situación en Derry y en otros lugares aumentó los rumores acerca de la próxima instauración del internamiento sin juicio previo en Irlanda del Norte; finalmente, el 9 de agosto de 1971 fueron detenidos en redadas realizadas de madrugada un total de 342 (otras fuentes hablan de 346) sospechosos por todo el Úlster, tras la aprobación del internamiento dentro de la conocida como Ley de Poderes Especiales (Special Powers Act). En Derry, los residentes se echaron a la calle para evitarlo, y fueron detenidas menos personas que en otros lugares, únicamente sesenta en todo el condado; no obstante, figuras prominentes como Sean Keenan o Johnnie White fueron internados. En respuesta, una vez más se levantaron barricadas: la zona volvía a convertirse en un zona no-go, iniciándose así el tercer y último Derry Libre. A diferencia de las anteriores, esta etapa se caracterizó por una fuerte presencia de elementos paramilitares armados del IRA, tanto de la rama oficial como de la provisional.

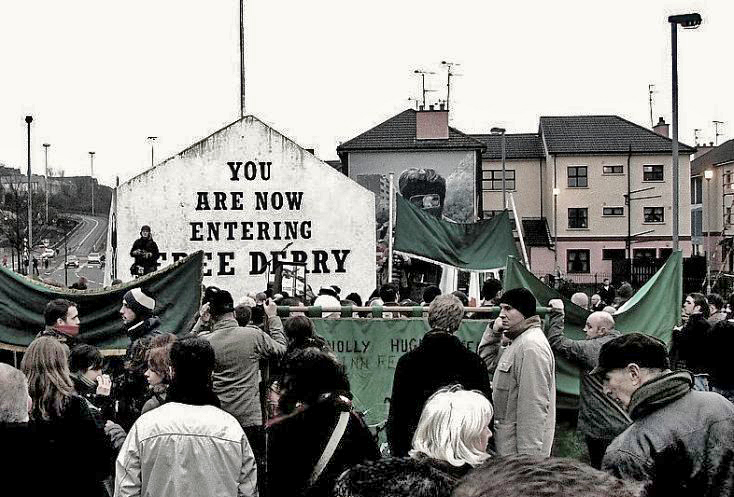
Marcha en conmemoración del Bloody Sunday

Los ataques al Ejército con armas de fuego aumentaron. Seis soldados resultaron heridos el primer día después del internamiento, y poco después murió un soldado, el primero asesinado por el IRA en Derry. El Ejército inició la ofensiva el 18 de agosto para desmantelar las barricadas, teniendo lugar un tiroteo en el que murió un miembro del IRA Provisional, Eamonn Lafferty. Esa tarde, unos trescientos católicos se reunieron en una sentada de protesta, que fue disuelta con mangueras y en la que entre los detenidos se encontraron los diputados John Hume e Ivan Cooper. Con barricadas apareciendo tan pronto como eran desmanteladas, el Ejército Británico finalmente abandonó su intento de tomar la zona.
Los provisionales de Derry tenían poco contacto con el IRA de otros lugares. Disponían de pocas armas (cerca de veinte) que utilizan principalmente los francotiradores. Al mismo tiempo, iniciaron una campaña de atentados con bomba en Derry. Sin embargo, y a diferencia de en Belfast, se preocuparon de evitar matar o herir a personas inocentes. Eamonn McCann escribió que «los Provos de Derry, bajo la dirección de Martin McGuinness, habían logrado a bombardear el centro de la ciudad hasta que parecía que hubiera sido bombardeada desde el aire sin causar víctimas civiles».
Aunque ambas facciones del IRA operaban abiertamente, ninguna de ellas tenía el control del Derry Libre. Las barricadas eran mantenidas por «auxiliares» desarmados. Nuevamente el control de la delincuencia común quedó en manos de la Policía de Free Derry, dirigida por Tony O'Doherty, futbolista internacional por Irlanda del Norte.

### Domingo Sangriento
El 30 de enero de 1972 se produjo uno de los incidentes más graves de todos los Troubles de Irlanda del Norte. Aquella tarde, más de quince mil personas se manifestaron en contra del internamiento (encarcelamiento sin juicio de los sospechosos de pertenecer al IRA), convocados por el NICRA. El recorrido iba desde Creggan, pasando por el Bogside, hasta el ayuntamiento de la ciudad (situado en el Guildhall), desafiando por tanto la prohibición de salir del Free Derry. Los organizadores le pidieron a ambas facciones del IRA, y éstas aceptaron, que suspendieran sus acciones ese día para que la marcha discurriera sin problemas. La manifestación se inició pacíficamente alrededor de las dos de la tarde.
Durante la marcha, los organizadores cambiaron el recorrido para evitar las barreras, dirigiéndose a la Free Derry corner y renunciando a llegar al centro. Aun así, un pequeño grupo de manifestantes apartado del núcleo principal comenzó a lanzar piedras a una barricada, haciendo caso omiso a las recriminaciones de otros manifestantes. Las tropas respondieron al principio con gas, balas de goma y agua a presión. Instantes después los soldados británicos salieron de las barricadas y se internaron en el Derry Libre, a bordo de tanquetas, abriendo fuego contra los manifestantes. Trece personas murieron, y fueron heridas más de treinta, a disparos del Primer Batallón de Paracaidistas. Una decimocuarta víctima moriría meses más tarde. Aunque los paracaidistas alegaron estar siendo disparados, muchos testigos presenciales afirmaron que ninguno de los muertos o heridos estaba armado. Al menos cuatro de ellos cayeron abatidos por disparos por la espalda.

### Febrero-julio 1972: Operación Motorman
Tanto el IRA Provisional como el Oficial intensificaron sus ataques tras el Domingo Sangriento, con el consentimiento tácito, cuando no el apoyo activo de los residentes. Como anécdota, numerosos hogares católicos se dejaban abiertos por la noche por si los resistentes, perseguidos por la policía, necesitaban refugio. En la mesa de la cocina, las amas de casa dejaban té y sándwiches, por si además necesitaban un refrigerio.
Los sentimientos locales cambiaron, sin embargo, con el asesinato el 21 de mayo del Ranger William Best a manos del IRA Oficial. Best, un joven local de diecinueve años alistado en el Ejército Británico, se encontraba de permiso en casa de sus padres, en Creggan. Fue secuestrado y posteriormente asesinado. Al día siguiente, quinientas mujeres marcharon hacia las oficinas del Club Republicano en señal de protesta; nueve días más tarde, el 29 de mayo, el IRA Oficial declaraba un alto el fuego.
El IRA Provisional declaró inicialmente que no se sentía comprometido con dicha declaración, pero después de mantener contactos con el Gobierno británico anunció su propio alto el fuego, que se iniciaría el 26 de junio. Martin McGuinness fue nombrado representante de Derry en una partida de veteranos provisionales que viajó a Londres para encontrarse con William Whitelaw, secretario de Estado para Irlanda del Norte. Las conversaciones se rompieron tras el fin del alto el fuego, y en los nueve días siguientes murieron un total de cuarenta y dos personas en acciones de distinto signo.
La presión política reclamando la entrada en las áreas no-go se incrementó tras los hechos del Viernes Sangriento, cuando el IRA provocó nueve muertos (siete de ellos civiles) y más de ciento treinta heridos en un ataque con veintidós bombas en Belfast. Estos atentados redujeron sensiblemente el apoyo con el que la organización terrorista contaba, dado que no dieron tiempo material para desalojar la zona atacada. Se consideraba inevitable un ataque final del Ejército sobre la zona, y el IRA tomó la decisión de no presentar oposición. El 31 de julio de 1972 se lanzaba la Operación Motorman, en la que miles de soldados británicos, equipados con tanques, blindados y buldóceres (AVRE), desmantelaron las barricadas y ocuparon la zona. En ella murieron dos personas, el joven de quince años Daniel Hegarty y el miembro del IRA Seamus Bradley. El Ministerio de Defensa británico pidió disculpas a la familia de Daniel Hegarty en 2007.

## La situación hasta la actualidad

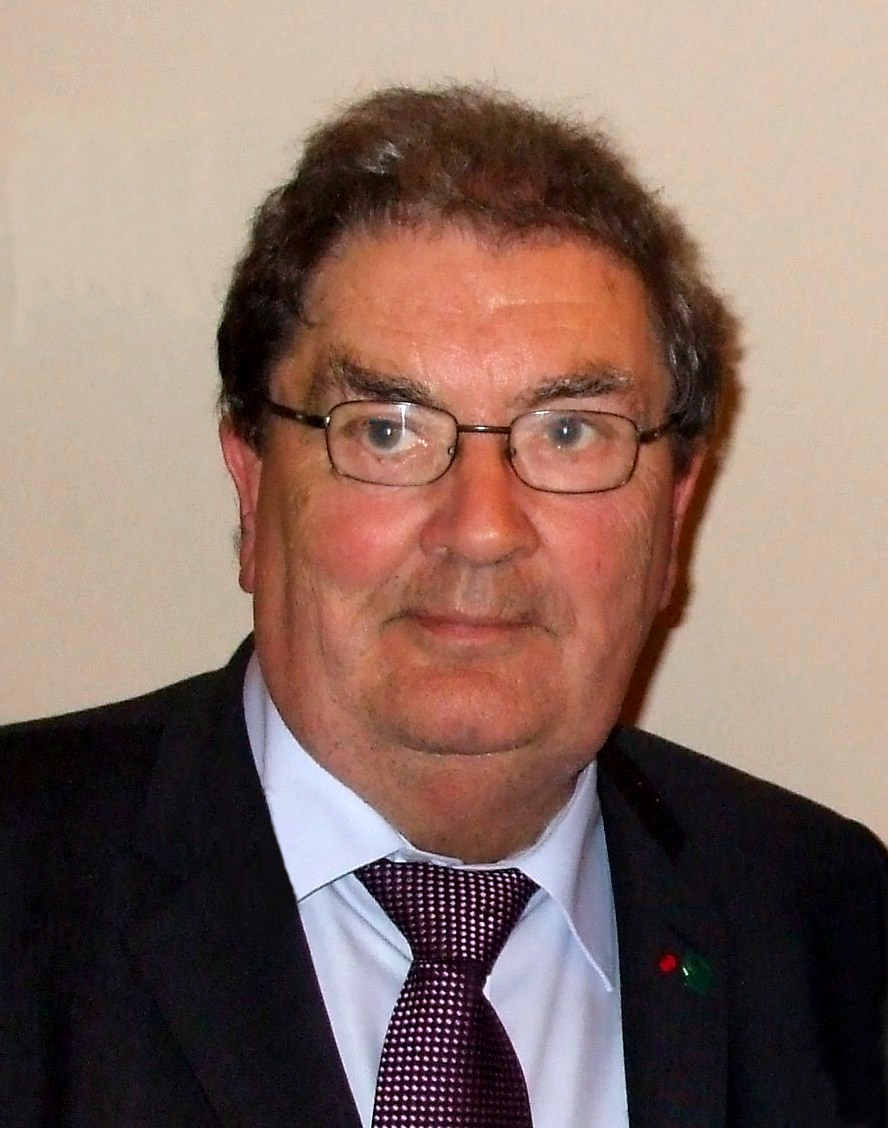
John Hume, presidente de la Asociación de Defensa de los Ciudadanos de Derry durante los hechos, posteriormente firmante del Acuerdo de Viernes Santo y Premio Nobel de la Paz en 1998.

Tras la Operación Motorman, el Ejército Británico tomó el control del Bogside y Creggan a través del estacionamiento de un gran número de tropas en la zona. La polémica se centró entonces sobre las supuestas operaciones de contrainsurgencia realizadas por el Ejército Británico, así como sobre la creación de más de una docena de puestos encubiertos de observación. En los años siguientes, la violencia del IRA en la ciudad fue disminuyendo, aunque todavía se registraban frecuentes disturbios callejeros. Los nacionalistas —incluso aquellos que no apoyaban al IRA— siguieron mostrando de manera generalizada su oposición a la presencia del Ejército en la zona.
Muchas de las reclamaciones originales de los residentes de las zonas católicas de Derry fueron finalmente aceptadas con la aprobación del Local Government Act (Northern Ireland) 1972 (Ley de Gobierno Local de Irlanda del Norte). En ella se redibujaban las circunscripciones electorales y se introducía por primera vez el sufragio universal para los adultos en las elecciones locales, que se celebraron bajo esta normativa en mayo de 1972. Los nacionalistas ganaron, por primera vez desde 1923, la mayoría en la Corporación local. Desde entonces, la zona ha sido paulatinamente remodelada, con la construcción de viviendas que progresivamente fueron sustituyendo a las antiguas casas y apartamentos. La resolución de los Troubles trajo la estabilidad definitiva a la zona, con el Acuerdo de Viernes Santo de 1998, que sentó las bases de un nuevo gobierno, en el cual católicos y protestantes comparten el poder. No obstante, la violencia continuó después de esta fecha y todavía continúa de forma ocasional y a pequeña escala, llevado a cabo por grupúsculos escindidos del IRA, como el IRA Auténtico o el IRA de Continuidad.

### Atractivo turístico
La época de la Derry Libre sigue muy presente en el recuerdo de la ciudad, y como en otras ciudades del Úlster, hoy los restos de aquella época se han convertido en uno de sus principales atractivos turísticos.
Especialmente los murales, como recuerdo y símbolo de lo ocurrido, han demostrado un potencial intrigante y atractivo para los turistas, que los reconocen como un rasgo característico de la que fue cultura local del enfrentamiento entre comunidades. La guía Rough Guide to Ireland, dirigida a viajeros independientes, ya destinaba en 1992 aproximadamente la mitad de su espacio dedicado a Derry a la descripción y visita de los murales de la ciudad. Durante el alto el fuego declarado desde 1994 a 1996 por el IRA se produjo un resurgimiento de este tipo de «turismo político», que convierte las áreas que fueron focos de conflicto en los Troubles, habitualmente barrios obreros sin demasiado atractivo, en lugares de visita: en el caso concreto de Derry los murales conmemorativos son piezas imprescindibles del paisaje.
Se conservan numerosas pintadas, tal y como la de la Free Derry corner o los murales de los artistas del Bogside y, en las últimas fechas, se ha creado y puesto en marcha el Museo del Derry Libre, en Rosswell St.

## Cronología y principales acontecimientos
| Etapas             | Fechas de inicio y finalización | Motivo inmediato de inicio                                                                                                  | Finalización | Principales incidentes                                                                                    |
| Primer Free Derry  | 5-1-1969 11-1-1969              | Incidentes durante la marcha por los derechos civiles organizada por Democracia Popular. Carga de la RUC contra el Bogside. | Los residentes desisten. | Pintada en la Free Derry corner. Establecimiento de los grupos de vigilantes armados (Free Derry Police). |
| Segundo Free Derry | 12-8-1969 12-10-1969            | Batalla del Bogside. | Publicación y aceptación del informe Hunt. Visita del ministro Callaghan y el nuevo jefe de la RUC, Young. Autodisolución de la DCDA. | Primera intervención del Ejército Británico.                                                              |
| Tercer Free Derry  | 9-8-1971 31-7-1972              | Aprobación del internamiento.                                                                                               | Operación Motorman. | Protagonismo del IRA. Domingo Sangriento.                                                                 |